# MARIKO KOUDA Presents GM CD Special
『MARIKO KOUDA Presents GM CD Special』（まりここうだぷれぜんつじーえむしーでぃーすぺしゃる）は、國府田マリ子のコンピレーション・アルバム。2004年9月8日にキングレコードより発売された。

## 解説
國府田マリ子パーソナリティのラジオ番組『國府田マリ子のGM』のCD化第3弾。放送11周年、また放送終了を記念してCD化したもの。
2004年8月8日（日）オンエアの「GM沖縄Special」模様と、2004年7月17日放送分からの番組新EDテーマ「きらりひまわり」を収録。
DVDも収録されており、七夕にあわせてラジオリスナーの願い事の書かれたハガキを募集し、星空まで届けるロマンティック企画「星に願いを…」が沖縄で実現。一番きれいに星が見られる万座毛に出向き、夜の真栄田岬で焚火をしながら祈りを込めて火へくべるドキュメンタリー映像を収録。

## 収録曲
1. プロローグ
2. 國府田マリ子のGM 沖縄スペシャル
3. エピローグ
4. きらりひまわり
  - 作詞：國府田マリ子、作曲・編曲：中村修司